# Euploea macleayi
Euploea macleayi är en fjärilsart som beskrevs av Felder 1885. Euploea macleayi ingår i släktet Euploea och familjen praktfjärilar. Inga underarter finns listade i Catalogue of Life.